# Turbonilla thaanumi
Turbonilla thaanumi is een slakkensoort uit de familie van de Pyramidellidae. De wetenschappelijke naam van de soort is voor het eerst geldig gepubliceerd in 1908 door Pilsbry & Vanatta.